# 周叶中

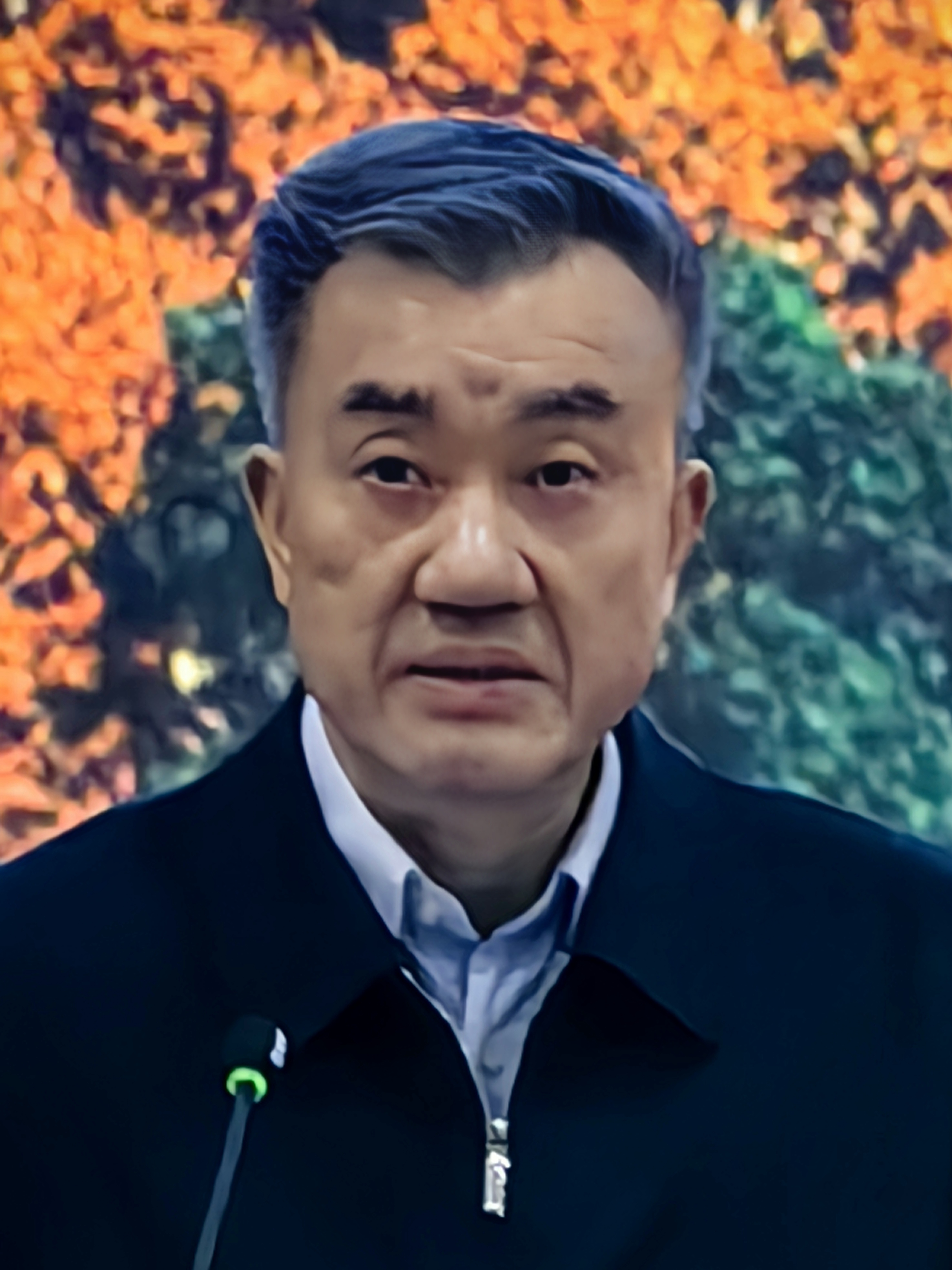
周叶中在珞珈讲坛

周叶中（1963年10月—），男，湖南武冈人，中国法律学者，中国宪法学研究会副会长。

## 生平
周叶中1981年考入武汉大学，1988年获法学硕士学位，1994年在武汉大学法学院获博士学位。
1988年硕士毕业后，周叶中留武汉大学任教，历任武汉大学法学院党委副书记、副院长，武汉大学教务处处长、部长，武汉大学研究生院常务副院长、院长。2015年1月，任武汉大学党委常委、副校长。
2005年被评为第四届全国“十大杰出青年法学家”称号。曾经进中南海为国家领导人“讲法”。

## 著作
周叶中著有《代议制度比较研究》、《市场经济与社会主义宪政建设》、《邓小平法制思想研究》等学术专著，编有教材多部，并发表学术论文80多篇。

## 争议
2005年11月，宪政学者王天成发表文章指控武汉大学教授、博士生导师周叶中所著《共和主义之宪政解读》一书（2005年11月人民出版社出版），严重抄袭了其《论共和国》、《再论共和国》。该事件轰动一时，成为学界一大公案。北京大学法学院教授贺卫方曾写《周叶中教授及其他》评述此事，列出详细证据，认为周叶中剽窃成立。但王天成起诉到法院后，法院判决周叶中没有抄袭，判决公布后备受非议。